# Pydnella
Pydnella is een geslacht van vlinders van de familie tandvlinders (Notodontidae), uit de onderfamilie Dudusiinae.

## Soorten
- P. galbana Swinhoe, 1886
- P. rosacea Hampson, 1896